# Е (Марна)
Е (фр. Ay) је насељено место у Француској у региону Шампања-Ардени, у департману Марна.
По подацима из 2011. године у општини је живело 4041 становника, а густина насељености је износила 387,44 становника/km².

## Демографија
| 1962. | 1968. | 1975. | 1982. | 1990. | 2011. |
| ----- | ----- | ----- | ----- | ----- | ----- |
| 4.680 | 4.884 | 4.883 | 4.773 | 4.318 | 4.041 |